# حسن خالمورزياف
ماساتو ساكاي (بالإنجليزية: Khasan Khalmurzaev)‏ (و. 1993 م) هو لاعب جودو من روسيا . ولد في نازران . شارك في الجودو في الألعاب الأولمبية الصيفية 2016.

## روابط خارجية
- حسن خالمورزياف على موقع الفيدرالية الدولية للجودو (الإنجليزية)
- حسن خالمورزياف على موقع JudoInside.com (الإنجليزية)
- حسن خالمورزياف على موقع AllJudo.net (الفرنسية)
- حسن خالمورزياف على موقع اللجنة الأولمبية الدولية (الإنجليزية)
- حسن خالمورزياف على موقع أوليمبيديا (الإنجليزية)